# România la Jocurile Olimpice de iarnă din 2006
România a participat la Jocurile Olimpice de iarnă din 2006 cu 25 de sportivi care au concurat la 8 sporturi (biatlon, bob, patinaj artistic, patinaj viteză, patinaj viteză pe pistă scurtă, sanie, schi alpin și schi fond).

## Participarea românească
România a trimis la Torino o delegație formată din 25 sportivi (16 bărbați și 9 femei), care au concurat la 8 sporturi cu 30 probe (15 masculine și 15 feminine). 
Cele mai bune rezultate obținute de delegația României au fost locul 14 obținut de Gheorghe Chiper la patinaj artistic și de ștafeta feminină de biatlon pe distanța de 4x6 km (Dana Elena Plotogea, Eva Tofalvi, Mihaela Purdea și Alexandra Rusu). . 
Boberii s-au comportat sub așteptări, nereușind nici măcar să se claseze în primii 20. Rezultatele la schi alpin au fost foarte slabe. Reprezentantul României (ultima participare masculină având loc în 1992), Florentin-Daniel Nicolae s-a clasat pe ultimele locuri în toate probele (la coborâre s-a clasat pe locul 53 din 55 de sportivi), în timp ce reprezentanta României, Bianca-Andreea Narea, a abandonat în proba de slalom uriaș. Și la schi fond rezultatele au fost slabe .
La această ediție a Jocurilor Olimpice, delegația României nu a obținut niciun punct.

## Cele mai bune locuri
| Loc | Nume                                                          | Sport            | Probă                |
| --- | ------------------------------------------------------------- | ---------------- | -------------------- |
| 14  | Gheorghe Chiper                                               | Patinaj artistic | Simplu (m)           |
| 14  | Dana Elena Plotogea Eva Tofalvi Mihaela Purdea Alexandra Rusu | Biatlon          | Ștafetă 4 x 6 km (f) |

## Biatlon
| Sportiv                                                              | Probă                     | Ținte ratate  | Timp                                      | Loc |
| -------------------------------------------------------------------- | ------------------------- | ------------- | ----------------------------------------- | --- |
| Marian Blaj                                                          | 10 km sprint (m)          | 4             | 30:44,4                                   | 78  |
| Marian Blaj                                                          | 20 km individual (m)      | 6             | 1:02:38,8                                 | 66  |
|                                                                      |                           |               |                                           |     |
| Alexandra Rusu                                                       | 10 km pursuit (f)         | 0             | 24:52,5                                   | 45  |
| Alexandra Rusu                                                       | 12.5 km start în bloc (f) | prinsă pe tur | —                                         | —   |
| Alexandra Rusu                                                       | 15 km individual (f)      | 5             | 1:00:13,7                                 | 68  |
| Dana Elena Plotogea                                                  | 10 km pursuit (f)         | 1             | 25:01,7                                   | 48  |
| Dana Elena Plotogea                                                  | 12.5 km start în bloc (f) | 4             | +6:27,4                                   | 33  |
| Dana Elena Plotogea                                                  | 15 km individual (f)      | 7             | 1:00:45,5                                 | 72  |
| Eva Tofalvi                                                          | 10 km pursuit (f)         | 4             | 26:38,3                                   | 70  |
| Eva Tofalvi                                                          | 15 km individual (f)      | 2             | 53:04,3                                   | 19  |
| Mihaela Purdea                                                       | 10 km pursuit (f)         | 4             | 27:32,7                                   | 77  |
| Mihaela Purdea                                                       | 15 km individual (f)      | 7             | 1:02:11,5                                 | 75  |
| Echipa Dana Elena Plotogea Eva Tofalvi Mihaela Purdea Alexandra Rusu | ștafetă 4x6 km (f)        | 21 6 3 7 5    | 1:25:13,3 21:26,7 19:38,1 22:09,8 21:58,7 | 14  |

## Bob
| Sportiv                                                            | Probă                | Rezultat | Rezultat | Rezultat | Rezultat     | Rezultat     | Rezultat |
| Sportiv                                                            | Probă                | Manșa 1  | Manșa 2  | Manșa 3  | Manșa 4      | Total        | Loc      |
| ------------------------------------------------------------------ | -------------------- | -------- | -------- | -------- | ------------ | ------------ | -------- |
| Mihai Iliescu Levente Andrei Bartha                                | România I (Bob-2 m)  | 57,22    | 57,09    | 57,63    | Nu a avansat | Nu a avansat | 26       |
| Nicolae Istrate Adrian Duminicel                                   | România II (Bob-2 m) | 56,82    | 56,90    | 57,65    | Nu a avansat | Nu a avansat | 24       |
| Nicolae Istrate Adrian Duminicel Gabriel Popa Ioan Dănuț Dovalciuc | România I (Bob-4 m)  | 56,61    | 56,70    | 56,41    | Nu a avansat | Nu a avansat | 22       |

## Patinaj artistic
| Sportiv         | Probă      | Program scurt | Program scurt | Program liber | Program liber | Total        | Total |
| Sportiv         | Probă      | Puncte        | Loc           | Puncte        | Loc           | Puncte       | Loc   |
| --------------- | ---------- | ------------- | ------------- | ------------- | ------------- | ------------ | ----- |
| Gheorghe Chiper | Simplu (m) | 67,66         | 9 Q           | 118,53        | 17            | 186,19       | 14    |
| Roxana Luca     | Simplu (f) | 39,37         | 26            | Nu a avansat  | Nu a avansat  | Nu a avansat | 26    |

## Patinaj viteză
| Sportiv        | Probă      | Cursa 1 | Cursa 1 | Finala  | Finala |
| Sportiv        | Probă      | Timp    | Loc     | Timp    | Loc    |
| -------------- | ---------- | ------- | ------- | ------- | ------ |
| Claudiu Grozea | 5000 m (m) | n/a     | n/a     | 6:50,29 | 26     |
| Daniela Oltean | 1000 m (f) | n/a     | n/a     | 1:21,70 | 35     |
| Daniela Oltean | 1500 m (f) | n/a     | n/a     | 2:09,24 | 35     |
| Daniela Oltean | 3000 m (f) | n/a     | n/a     | 4:23,34 | 26     |

## Patinaj viteză pe pistă scurtă
| Sportiv        | Probă      | Serii    | Serii | Sferturi     | Sferturi     | Semifinale   | Semifinale   | Finala       | Finala |
| Sportiv        | Probă      | Timp     | Loc   | Timp         | Loc          | Timp         | Loc          | Timp         | Loc    |
| -------------- | ---------- | -------- | ----- | ------------ | ------------ | ------------ | ------------ | ------------ | ------ |
| Katalin Kristo | 500 m (f)  | 46,531   | 4     | Nu a avansat | Nu a avansat | Nu a avansat | Nu a avansat | Nu a avansat | 23     |
| Katalin Kristo | 1000 m (f) | 1:34,506 | 4     | Nu a avansat | Nu a avansat | Nu a avansat | Nu a avansat | Nu a avansat | 22     |
| Katalin Kristo | 1500 m (f) | 2:31,705 | 4     | Nu a avansat | Nu a avansat | Nu a avansat | Nu a avansat | Nu a avansat | 18     |

## Sanie
| Sportiv                     | Probă     | Rezultat | Rezultat | Rezultat     | Rezultat     | Rezultat | Rezultat |
| Sportiv                     | Probă     | Manșa 1  | Manșa 2  | Manșa 3      | Manșa 4      | Timp     | Loc      |
| --------------------------- | --------- | -------- | -------- | ------------ | ------------ | -------- | -------- |
| Cosmin Chetroiu Ionuț Țăran | Dublu (m) | 48,625   | 50,968   | Nu a avansat | Nu a avansat | 1:39,593 | 18       |
| Eugen Radu Marian Lăzărescu | Dublu (m) | 49,526   | 48,537   | Nu a avansat | Nu a avansat | 1:37,883 | 15       |

## Schi alpin
| Sportiv                  | Probă                | Manșa 1           | Manșa 2                | Total puncte  | Loc           |
| ------------------------ | -------------------- | ----------------- | ---------------------- | ------------- | ------------- |
| Florentin-Daniel Nicolae | Coborâre (m)         |                   |                        | 2:00,93       | 53            |
| Florentin-Daniel Nicolae | Combinata alpină (m) | coborâre: 1:45,81 | slalom: 53,39 și 52,69 | 3:31,89       | 35            |
|                          |                      |                   |                        |               |               |
| Bianca-Andreea Narea     | Slalom uriaș (f)     | 1:10,89           | nu a terminat          | nu a terminat | nu a terminat |

## Schi fond
Distanță
| Sportiv         | Probă             | Rezultat          | Rezultat          |
| Sportiv         | Probă             | Timp              | Loc               |
| --------------- | ----------------- | ----------------- | ----------------- |
| Zsolt Antal     | 15 km clasic (m)  | 43:10,0           | 61                |
| Zsolt Antal     | 30 km pursuit (m) | 1:22:29,8         | 47                |
| Zsolt Antal     | 50 km liber (m)   | 2:10:06,7         | 46                |
| Mihai Găliceanu | 15 km clasic (m)  | 44:52,0           | 72                |
| Mihai Găliceanu | 30 km pursuit (m) | 1:26:31,7         | 62                |
| Mihai Găliceanu | 50 km liber (m)   | nu a luat startul | nu a luat startul |
|                 |                   |                   |                   |
| Monika Gyorgy   | 10 km clasic (f)  | 32:44,0           | 60                |
| Monika Gyorgy   | 15 km pursuit (f) | 50:15,3           | 59                |
| Monika Gyorgy   | 30 km liber (f)   | 1:35:25,4         | 50                |

Sprint
| Sportiv                     | Probă                | Calificări | Calificări | Sferturi     | Sferturi     | Semifinale   | Semifinale   | Finala       | Finala |
| Sportiv                     | Probă                | Timp       | Loc        | Timp         | Loc          | Timp         | Loc          | Timp         | Loc    |
| --------------------------- | -------------------- | ---------- | ---------- | ------------ | ------------ | ------------ | ------------ | ------------ | ------ |
| Zsolt Antal                 | Sprint (m)           | 2:29,40    | 65         | nu a avansat | nu a avansat | nu a avansat | nu a avansat | nu a avansat | 65     |
| Mihai Găliceanu             | Sprint (m)           | 2:31,43    | 69         | nu a avansat | nu a avansat | nu a avansat | nu a avansat | nu a avansat | 69     |
| Monika Gyorgy               | Sprint (f)           | 2:27,53    | 59         | nu a avansat | nu a avansat | nu a avansat | nu a avansat | nu a avansat | 59     |
| Zsolt Antal Mihai Găliceanu | Sprint pe echipe (m) | n/a        | n/a        | n/a          | n/a          | 19:04,3      | 11           | nu a avansat | 21     |